# Drepanolejeunea geisslerae
Drepanolejeunea geisslerae là một loài Rêu trong họ Lejeuneaceae. Loài này được Pocs mô tả khoa học đầu tiên năm 2001.